# Samuel Friedrich Nathanael Morus

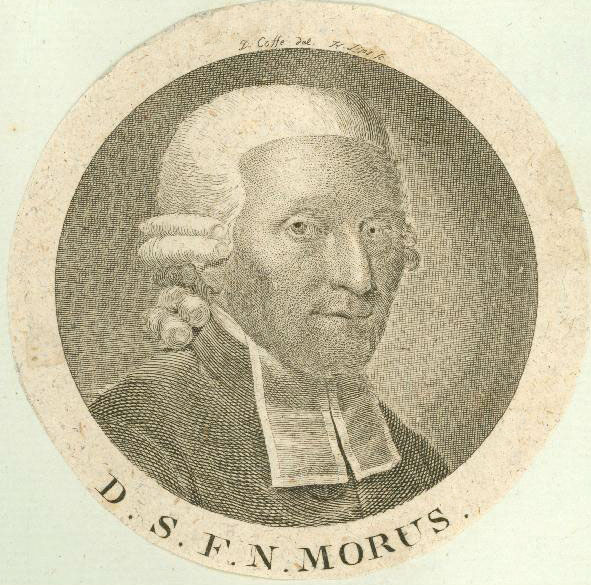
Samuel Friedrich Nathanael Morus

Samuel Friedrich Nathanael Morus (* 30. November 1736 in Lauban; † 11. November 1792 in Leipzig; auch Samuel Friedrich Nathanaël Morus) war ein deutscher Philologe und lutherischer Theologe.

## Leben
Samuel Friedrich Nathanael Morus war der Sohn von Nikolaus Christoph Morus (1694–1757). Er hatte bei seinem Vater eine gediegene Grundbildung erhalten und am Gymnasium seiner Heimatstadt diese weiter ausgebaut. 1754 ging er an die Universität Leipzig, wo er bei Johann August Ernesti seine sprachwissenschaftlichen Studien absolvierte. Zudem waren in Philosophie Johann Heinrich Winckler und August Friedrich Müller seine Lehrer. Theologische Studien absolvierte er bei Christoph Wolle, Christian August Crusius und Johann Christian Hebenstreit. 1760 erwarb er den akademischen Grad eines Magisters der Philosophie.
Nachdem er 1761 Aufnahme in die philosophische Fakultät gefunden hatte, war er Privatlehrer in Leipzig, so unter anderem bei den Söhnen Christian Gottlieb Ludwigs. Hier lernte er Johann Wolfgang von Goethe kennen. Morus wurde 1763 Kollegiat am großen Fürstenkollegium. 1768 berief man ihn als außerordentlichen Professor der Philosophie an die Leipziger Hochschule und 1771 wurde er ordentlicher Professor der griechischen und lateinischen Sprache. Nachdem er 1780 Ephorus der kurfürstlichen Stipendiaten gewesen war sowie Vorlesungen über die Exegese des Neuen Testaments an der theologischen Fakultät gehalten hatte, wurde er 1782 Doktor der Theologie und ordentlicher vierter Professor der Theologie an der Leipziger Hochschule.
In diesem Amt stieg er 1785 zum dritten Professor der Theologie auf, wurde damit verbunden Domherr in Zeitz und 1786 zweiter Professor der Theologie sowie Decemvir der Universität und Domherr in Meißen. 1787 wurde er Beisitzer des Leipziger Konsistoriums und damit verbunden zweiter Professor der Theologie in Leipzig. 1792 starb er.
Als ein Schüler Ernestis betrachtete er die Theologie philosophisch. Morus machte sich um die Exegese des Neuen Testaments verdient. Er blieb ein ruhiger, unscheinbarer lutherischer Theologe, der über die griechischen und römischen Klassiker zur Theologie gelangt war. Sicher war er in seiner Zeit auch im Ausland weit geachtet, jedoch hat er kaum nachhaltige Akzente gesetzt.
Morus war viermal Dekan der theologischen Fakultät. In den Wintersemestern 1774 und 1784 wurde er zum Rektor der Alma Mater gewählt.

## Schriften
- Oratio Ingratos erga philosophiam videri, qui eius studia deserunt. Leipzig 1760
- Diss. de cognatione historiae et eloquentiae cum poesi. Leipzig 1761
- Auf Elisindens Hochzeitstag. Leipzig 1765
- Oratio de dignitate fidelium e futuro eorum in vitam reditu cognoscenda. Leipzig 1765
- Diss. defensio narrationum novi testamenti quoad modum narrandi. Leipzig 1766
- Isocratis Panegyricus, recensuit et animadversionibus illustravit. Leipzig 1765, Ausgabe II multum aucta. Ausgabe III auctior (durch Wendler). Leipzig 1804
- Programma de commendatione veri subtilitatis accessione. Leipzig 1768
- Louginus de sublimitate, cum animadversionibus et versione nova. Leipzig 1769
- Programma de Euripidis Phoenissis. Leipzig 1771
- Libellus animadversionum ad Longinum. Leipzig 1773
- M. Antonini Imp. Commentarii, quos ipse sibi scripsit, cum syllabo variarum lectionum et coniecturarum partim veterum partim nunc recens additarum. Leipzig 1774
- Xenophontis Cyropaedia, e recensione Hutchinsoni, cum selectis eiusdem notis. Accessit index Graecitatis. Leipzig 1774, 1783
- Der Brief Pauli an die Römer. Leipzig 1775
- Der Brief an die Hebräer. Leipzig 1776, 1781, 1786
- Vita Jo. Jac. Reiskii. Leipzig 1776
- Programma de nexu significationum eiusdem verbi. Leipzig 1776
- Progr. de discrimine sensus et significationis in interpretando. Leipzig 1777
- Xenophontis historia Graeca; recensuit, animadversiones et iodicem adiecit. Leipzig 1778
- C. Julii Caesaris de bello Gallico et civili; accedunt libri de bello Alexandrino, Africano et Hispaniensi; e recensione Oudendorpii. Curavit editionem (et adnotationes atque indicem adiecit) etc. S. F. N. M. Leipzig 1780
- Progr. Quibus caussis allegoriarum interpretatio nitatur. Leipzig 1781
- Progr. ad locum Paullinum 2 Corinth. X, 12–17. Leipzig 1781
- Philoais, Judaei, liber de virtutibus sive de legatione ad Caium Imperatorem. Leipzig 1781
- Diss. inaug. super 1 Cor. XV, 35. 55. Leipzig 1782
- Diss. de notionibus universis in theologia, Leipzig 1782
- Progr. de utilitate notionum universarum in theologia. Leipzig 1782
- Progr. ad locum Lucae II, 34. Leipzig 1783
- Progr. de Deo, spiritu, ad popularem intelligentiam accommodate describendo. Leipzig 1783 Deutsch von P. C. G. Andrea. Dresden 1793
- Progr. Exemplum cogitandi de religione, nominatim de offieiis, ex cap. XIV Epist. Pauli ad Rom. depromtum. Leipzig 1784, Deutsch von G. Göpfert. Chemnitz 1788
- Progr. quo ostenditur, in tradenda religione huc etiam respiciendum esse, ut eam experiendo cognoscere Christiani possint. Leipzig 1784 Deutsch von Kreisamtmann Just, unter dem Titel: Anleitung für künftige Religionslehrer, den öffentlichen Vortrag so einzurichten, dass dadurch die geistliche Erfahrung der Christen befördert werde. Leipzig 1785
- Progr. ad memoriam Bestuchefianam primum celebrandam, super Gal. VI, 8. Leipzig 1784
- Progr. De Christo, demandatum sibi a Patre duplex negotium exsequente cum virtute, et hactenus Patri obediente. Leipzig 1785
- Predigten. Leipzig 1786
- Progr. I-V de religionis notitia cum rebus experientiae obviis et in facto positis copulata. Leipzig 1786–87
- Dissertationes theologicae et philologicae primum editae ac emendatae. Leipzig 1787, Folge II, Leipzig 1794, Edition II, Leipzig 1798
- Progr. de homine submittente se Deo. Leipzig 1788, auch Deutsch erschienen von G. J. Petsche
- Progr. quo continuatur disputatio de homine submittente se Deo. Leipzig 1789, auch Deutsch erschienen von G. J. Petsche
- Progr. Additamentum disputationis de homine submittente se Deo. Leipzig 1789, auch Deutsch erschienen von G. J. Petsche
- Epitome Theologiae Christianae; futuris doctoribus religionis scripsit. Leipzig 1789, Edition II. passim aueta. Leipzig 1790, Deutsch von J. F. Heynatz unter dem Titel: Kurzer Inbegriff der christlichen Gottesgelahrbeit für künftige Religionslehrer; nach der zweiten Ausgabe aus dem Lateinischen übersetzt. Leipzig 1794 und von I. H. A. Schneider unter dem Titel: Dogmatik, oder kurzer Inbegriff der christlichen Religion für künftige Religionslehrer. Ins Deutsche übersetzt. Halberstadt 1795, 1800
- Diss. I et II ad locum Epistolae Paullinae Ephes. IV, 11–17. Leipzig 1792

### Herausgeberschaften
- Christian August Clodii, quondam Prof. Poeseos in Acad. Lipsiensi, Dissertationes et Carmina. Curavit et auctoris elogium praemisit. Leipzig 1787

### Nach seinem Tod
- Praelectiones in Epistolam Pauli ad Romanos. Cum eiusdem versione Latina locorumque quorundam N. T. dissiciliorum interpretatione edidit J. T. G. Holzapfel. Praemissa est Chr. Dan. Beckii praefatio. Leipzig 1793
- Erklärung des Briefes Paulii an die Römer und des Briefs Judä; nach seinen Vorlesungen. Leipzig 1794 (eigentl, 1793)
- Akademische Vorlesungen über die theologische Moral; nach seinem Tode herausgegeben von M. Chr. Fr. Traug. Voigt, Leipzig 1794 (eigentl, 1793) 2. Bd. Leipzig 1794
- Nachgelassene Predigten, aus dessen eigenen Handschriften zum Druck befördert von Dr. K. A. G. Keil. 1. Teil, Leipzig 1794, 2 Teil, Leipzig 1795, 3. Teil. Leipzig 1797
- Praelectiones in Jacobi et Petri Epistolas; edidit C. A. Donat. Leipzig 1794
- Versio et explicatio Actuum Apostolicorum; animadversiones interpretum maxime recentiorum, suasque addidit G. I. Dindorf. Leipzig 1794
- Erklärung der beyden Briefe Pauli an die Corinther, nach dessen Vorlesungen. (Von J. T. G. Holzapfel). Leipzig 1794
- Praelectiones in Evangelium Lucae, ediert von Car. Aug. Donat. Leipzig 1794
- De modo cogitandi de officiis e locis S. Scripturae moralibus classicis a D. Sam. Fr. Nath, Moro primum proposito ac varie deinde aucto. Leipzig 1794
- Acroases in Epistolas Paullinas ad Galatas et Ephesìos. Leipzig 1795
- Recitationes in Evangelium Johannis, edidit, animadversiones exegetico-criticas nostris temporibus accommodatas subiecit G. I. Dindorf. Leipzig 1795, Teil II. Leipzig 1795.
- Praelectiones exegeticae in tres Johannis Epistolas, cum nova earumdem peripbrasi Latina. (Ediert von C. A. Hempel.) Leipzig 1796. 8
- Hermenevtica. Editionem aptavit variiaque additamentis instruxit H. C. A. Eichstädt. Teil I. Leipzig 1797
- Commentarius exegetico historicus in suam Christianae Theologiae Epitomen; edidit et indicibus instruxit C. A. Hempel, Tomus I. Halle 1797; Tomus Halle 1798
- Praecepta maxime necessaria Theologiae dogmaticae e Mori Epitome Theologiae Christianae excerpta, Schleswig 1796